# Dasytricha ruminantium
Dasytricha ruminantium is het langst bekende trilhaardiertje uit het geslacht Dasytricha. De gemiddelde lengte van D. ruminantium is 58 µm met een bereik van 46 - 100 µm. D. ruminantium is volledig bedekt met cilia (trilharen) die in een spiraalvorm lopen ten opzichte van de lengteas. Het vestibulum of mond bevindt zich, ten opzichte van de bewegingsrichting van D. ruminantium, aan de achterkant.